# Adolf Lindfors
Adolf Lindfors (Porvoo, Finlandia, 8 de febrero de 1879-ídem, 5 de mayo de 1959) fue un deportista finlandés especialista en lucha grecorromana donde llegó a ser campeón olímpico en Amberes 1920.

## Carrera deportiva
En los Juegos Olímpicos de 1920 celebrados en Amberes ganó la medalla de oro en lucha grecorromana estilo peso pesado, superando al danés Poul Hansen (plata) y a su compatriota finlandés Martti Nieminen (bronce).